# C6orf136
C6orf136 (англ. Chromosome 6 open reading frame 136) – білок, який кодується однойменним геном, розташованим у людей на 6-й хромосомі. Довжина поліпептидного ланцюга білка становить 315 амінокислот, а молекулярна маса — 35 794.
| 10         |  | 20         |  | 30         |  | 40         |  | 50         |
| ---------- |  | ---------- |  | ---------- |  | ---------- |  | ---------- |
| MYQPSRGAAR |  | RLGPCLRAYQ |  | ARPQDQLYPG |  | TLPFPPLWPH |  | STTTTSPSSP |
| LFWSPLPPRL |  | PTQRLPQVPP |  | LPLPQIQALS |  | SAWVVLPPGK |  | GEEGPGPELH |
| SGCLDGLRSL |  | FEGPPCPYPG |  | AWIPFQVPGT |  | AHPSPATPSG |  | DPSMEEHLSV |
| MYERLRQELP |  | KLFLQSHDYS |  | LYSLDVEFIN |  | EILNIRTKGR |  | TWYILSLTLC |
| RFLAWNYFAH |  | LRLEVLQLTR |  | HPENWTLQAR |  | WRLVGLPVHL |  | LFLRFYKRDK |
| DEHYRTYDAY |  | STFYLNSSGL |  | ICRHRLDKLM |  | PSHSPPTPVK |  | KLLVGALVAL |
| GLSEPEPDLN |  | LCSKP      |  |            |  |            |  |            |

A: Аланін

C: Цистеїн

D: Аспарагінова кислота

E: Глутамінова кислота

F: Фенілаланін

G: Гліцин

H: Гістидин

I: Ізолейцин

K: Лізин

L: Лейцин

M: Метіонін

N: Аспарагін

P: Пролін

Q: Глутамін

R: Аргінін

S: Серин

T: Треонін

V: Валін

W: Триптофан

Задіяний у такому біологічному процесі, як альтернативний сплайсинг. 